# Manchester United F.C. mùa bóng 1916–17
Mùa giải 1916-17 là mùa giải thứ hai của Manchester United trong cuộc thi không có sự cạnh tranh trong Liên đoàn.
Cùng với liên tục xảy ra Chiến tranh thế giới lần thứ nhất, một lần nữa Manchester United đã tham gia cuộc thi nhưng không có sự cạnh tranh trong Liên đoàn bóng đá. Trong giải đấu chính, Đội bóng đã tranh giải Bộ phận Lancashire, mà đã được mở rộng đến 16 đội để cung cấp cho một mùa giải với 30 trận đấu hoàn chỉnh hơn. Trong giải đấu phụ, Đội bóng nằm ở Nhóm D với chỉ có 4 đội tham gia Bộ phận Lancashire, giảm xuống còn 4 Đội để dành thời gian cho giải đấu chính. Tuy nhiên, không ai trong số này được coi là cuộc thi bóng đá, và do đó hồ sơ của họ không được công nhận bởi Liên đoàn bóng đá.
Ngày 8 tháng 8 năm 1916 trong cuộc chiến ở Pháp trong Chiến tranh thế giới thứ nhất, cựu cầu thủ của United Oscar Linkson đã mất tích bí ẩn trong cuộc chiến để chiếm lấy trạm Guillemont trong trận đánh Somme. Cơ thể của ông đã không bao giờ tìm thấy và ông đã được ghi nhận là mất tích do đã chết..
Ngày 3 tháng 5 năm 1917, Một cựu cầu thủ của United khác là Sandy Turnbull hy sinh tại Pháp. Turnbull đã hy sinh tại Arras trong khi phục vụ như là một Hạ sĩ nhứt trong Tiểu đoàn VIII của Trung đoàn Surrey của quân đội Anh. Cơ thể của ông không bao giờ được tìm thấy và ông được tưởng nhớ về kỷ niệm Arras.

## Giải đấu chính của Bộ phận Lancashire
| Thời gian            | Đối thủ           | H/A | Tỷ số Bt-Bb | Cầu thủ ghi bàn                      | Số lượng khán giả |
| -------------------- | ----------------- | --- | ----------- | ------------------------------------ | ----------------- |
| 2 tháng 9 năm 1916   | Port Vale         | H   | 2 – 2       | Woodcock (2)                         |                   |
| 9 tháng 9 năm 1916   | Oldham Athletic   | A   | 2 – 0       | Armstrong, O'Connell                 |                   |
| 16 tháng 9 năm 1916  | Preston North End | H   | 2 – 1       | Woodcock (2)                         |                   |
| 23 tháng 9 năm 1916  | Burnley           | A   | 1 – 7       | Armstrong                            |                   |
| 30 tháng 9 năm 1916  | Blackpool         | A   | 2 – 2       | Woodcock (2)                         |                   |
| 7 tháng 10 năm 1916  | Liverpool         | H   | 0 – 0       |                                      |                   |
| 14 tháng 10 năm 1916 | Stockport County  | A   | 0 – 1       |                                      |                   |
| 21 tháng 10 năm 1916 | Bury              | H   | 3 – 1       | Armstrong (2), Own goal              |                   |
| 28 tháng 10 năm 1916 | Stoke             | A   | 0 – 3       |                                      |                   |
| 4 tháng 11 năm 1916  | Southport Central | H   | 1 – 0       | Woodcock                             |                   |
| 11 tháng 11 năm 1916 | Blackburn Rovers  | A   | 2 – 1       | Anderson, Woodcock                   |                   |
| 18 tháng 11 năm 1916 | Manchester City   | H   | 2 – 1       | Anderson, Woodcock                   |                   |
| 25 tháng 11 năm 1916 | Everton           | A   | 2 – 3       | Anderson, Woodcock                   |                   |
| 2 tháng 12 năm 1916  | Rochdale          | H   | 1 – 1       | Anderson                             |                   |
| 9 tháng 12 năm 1916  | Bolton Wanderers  | A   | 1 – 5       | Anderson                             |                   |
| 23 tháng 12 năm 1916 | Oldham Athletic   | H   | 3 – 2       | Anderson (2), Ogden                  |                   |
| 30 tháng 12 năm 1916 | Preston North End | A   | 2 – 3       | Anderson, Woodcock                   |                   |
| 6 tháng 1 năm 1917   | Burnley           | H   | 3 – 1       | Anderson (2), Woodcock               |                   |
| 13 tháng 1 năm 1917  | Blackpool         | H   | 3 – 2       | Woodcock (2), Crossley               |                   |
| 20 tháng 1 năm 1917  | Liverpool         | A   | 3 – 3       | Anderson (3)                         |                   |
| 27 tháng 1 năm 1917  | Stockport County  | H   | 0 – 1       |                                      |                   |
| 3 tháng 2 năm 1917   | Bury              | A   | 1 – 1       | Woodcock                             |                   |
| 10 tháng 2 năm 1917  | Stoke             | H   | 4 – 2       | Woodcock (2), Ellis, Robinson        |                   |
| 17 tháng 2 năm 1917  | Southport Central | A   | 1 – 0       | Ellis                                |                   |
| 24 tháng 2 năm 1917  | Blackburn Rovers  | H   | 1 – 0       | Anderson                             |                   |
| 3 tháng 3 năm 1917   | Manchester City   | A   | 0 – 1       |                                      |                   |
| 10 tháng 3 năm 1917  | Everton           | H   | 0 – 2       |                                      |                   |
| 17 tháng 3 năm 1917  | Rochdale          | A   | 0 – 2       |                                      |                   |
| 24 tháng 3 năm 1917  | Bolton Wanderers  | H   | 6 – 3       | Woodcock (3), Anderson (2), Hilditch |                   |
| 6 tháng 4 năm 1917   | Port Vale         | A   | 0 – 3       |                                      |                   |

| # | Câu lạc bộ        | Tr | T  | H | B  | Bt | Bb | Hs  | Điểm |
| - | ----------------- | -- | -- | - | -- | -- | -- | --- | ---- |
| 6 | Burnley           | 30 | 15 | 4 | 11 | 73 | 56 | –17 | 34   |
| 7 | Manchester United | 30 | 13 | 6 | 11 | 48 | 54 | –6  | 32   |
| 8 | Rochdale          | 30 | 12 | 5 | 13 | 47 | 54 | –7  | 29   |

## Giải đấu phụ của Bộ phận Lancashire thuộc Nhóm D
| Thời gian                | Đối thủ         | H/A | Tỷ số Bt-Bb | Cầu thủ ghi bàn            | Số lượng khán giả |
| ------------------------ | --------------- | --- | ----------- | -------------------------- | ----------------- |
| ngày 31 tháng 3 năm 1917 | Stoke           | A   | 1 – 2       | Ellis                      |                   |
| 7 tháng 4 năm 1917       | Manchester City | H   | 5 – 1       | Anderson (3), Woodcock (2) |                   |
| 9 tháng 4 năm 1917       | Port Vale       | H   | 5 – 1       | Anderson (3), Travis (2)   |                   |
| 14 tháng 4 năm 1917      | Stoke           | H   | 1 – 0       | Woodcock                   |                   |
| 21 tháng 4 năm 1917      | Manchester City | A   | 1 – 0       | Anderson                   |                   |
| 28 tháng 4 năm 1917      | Port Vale       | A   | 2 – 5       | McMenemy, Woodcock         |                   |

| # | Câu lạc bộ        | Tr | T | H | B | Bt | Bb | Hs | Điểm |
| - | ----------------- | -- | - | - | - | -- | -- | -- | ---- |
| 1 | Manchester United | 6  | 4 | 0 | 2 | 15 | 9  | +6 | 8    |
| 2 | Stoke             | 6  | 3 | 0 | 3 | 11 | 6  | +5 | 6    |
| 3 | Port Vale         | 6  | 2 | 1 | 3 | 9  | 12 | –3 | 5    |
| 4 | Manchester City   | 6  | 2 | 1 | 3 | 3  | 11 | –8 | 5    |